# Jorŋâsuálui
Jorŋâsuálui är en ö i Finland. Den ligger i sjön Rautaperäjärvi och i kommunen Enare i den ekonomiska regionen Norra Lappland och landskapet Lappland, i den norra delen av landet, 1 000 km norr om huvudstaden Helsingfors. Öns area är 1,2 hektar och dess största längd är 270 meter i sydöst-nordvästlig riktning.